# Cytisus striatus
A Cytisus striatus, comummente conhecida como giesta-amarela, é uma espécie de planta arbustiva, pertencente à família das Fabáceas e ao tipo fisionómico dos microfanerófitos, marcada pelas flores amarelas que lhe aparecem entre Abril e Junho e que se encontram associadas a rituais e tradições centenárias do folclore português.

## Nomes comuns
Dá ainda pelos seguintes nomes comuns: giesta-das-serras (também grafada giesteira-das-serras), giesta-negral (também grafada giesteira-negral) e maios (também grafado maia ou maias)

## Taxonomia
Do que toca ao nome científico desta planta:
- O nome genérico, Cytisus, advém do étimo latino cўtĭsus, que significa «erva de pasto; forragem»,[10]
- O epíteto específico, striatus, também vem do latim e significa «estriada; com estrias».[11]

Do que toca aos nomes comuns:
- «giesta-amarela»; «giesta-das-serras» e «giesta-negral», bem como as suas demais variantes gráficas, todas partilham o elemento vocabular «giesta»,[12] que por seu turno provém do latim genista[13], termo alusivo às espécies de arbustos usadas para fazer vassouras.
- «maios», «maias»[3] e «maia» são nomes comuns alusivos à época do ano em que esta espécie costuma florir.[14]

### Sinonímia
- Cytisus pendulinus L. f. var. eriocarpus (Boiss. et Reut.) P. Cout.
- Cytisus striatus (Hill) Rothm. var. eriocarpus (Boiss. et Reut.) Heywood
- Cytisus striatus (Hill) Rothm. var. welwitschii (Boiss. et Reut.) Heywood
- Sarothamnus eriocarpus Boiss. et Reut.
- Spartium patens L.
- Spartium patens L. raça procerum (Link) Samp.[2]

## Descrição
Esta planta arbustiva pode medir entre 1 a 3 metros de altura, contando com ramos abundantes, estriados e flexíveis e flores amarelas.
As folhas são constituídas por três folíolos, sendo que as mais baixas costumam ser pecioladas, ao passo que as mais altas soem de ser sésseis. As folhas aparecem, em posições alternadas, na base dos ramos e caem rapidamente. Por seu turno, os folíolos, cujas dimensões variam entre os  dois milímetros e meio e os dez milímetros de comprimento e um a dois milímetros de largura, exibem um feitio estreitamente oblanceolado, com as faces glabras e os versos seríceos.
No que toca às flores, costumam ser solitárias, raramente aparecendo aos pares e ainda mais raramente em trios. Figuram nas axilas das folhas, onde formam cachos folhosos. São compostas por cálice diminuto e seríceo, em forma de campânula, contando com cinco pétalas, amarelas, de grande tamanho. A floração ocorre entre Abril e Junho.
O fruto é uma vagem, de formato que varia entre o oblongo-ovado e o elíptico, completamente coberta de pelos acinzentados e arredondada, com até 3,5 cm de comprimento.

## Distribuição
Trata-se de uma espécie autóctone de Península Ibérica e no Noroeste de Marrocos, tendo sido introduzida na Europa Ocidental e na América do Norte.

### Portugal
Trata-se de uma espécie presente no território português, nomeadamente em Portugal Continental, de onde é autóctone, e no Arquipélago da Madeira, onde foi introduzida.
Designadamente, no que toca a Portugal Continental, encontra-se presente, em quase todo o país, salvante o Centro-Sul Arrabidense e o Barlavento e Sotavento algarvios.
Do que toca ao arquipélago da Madeira, encontra-se presente desde S. Martinho até ao Poiso e à Camacha, bem como no Porto Moniz, até altitudes na ordem dos 1.400 metros.

## Ecologia
Trata-se de uma espécie rupícola, que medra na berma de caminhos. Tem uma notável preferência por solos com substractos ácidos, arenosos, graníticos, xistosos ou quartzíticos. Medram ainda em bouças, penedias, escarpas, nas orlas de florestas e em sebes.

## Cultura popular
No Norte de Portugal, é tradição exibir um ramo de giesta no dia 1º de Maio, pendurando-o junto às portas e janelas das casas e demais edifícios ou mesmo depondo-a em cortelhos de animais, em carroças ou na dianteira de automóveis ou de outros veículos, como amuleto da sorte ou como protecção contra o carrapato (identificado com o demónio ou com o mau-olhado). Por essa razão a planta é também conhecida como «maia» ou «maios».

### Usos
Os ramos são tradicionalmente utilizados para a manufactura de vassouras. Foi ainda amplamente usada como chamiça ou acendalha, para fogueiras, ao longo da história de Portugal.
Na língua inglesa as plantas do género Cytisus têm o nome comum broom que significa também vassoura. A Cytisus striatus é designada Portuguese broom, em referência à sua proveniência.